# John Fekner
John Fekner (* 6. října 1950 v New York City) je americký umělec, skladatel a fotograf. Tento inovativní multimediální umělec vytvořil stovky konceptuálních děl sestávajících ze slov, symbolů, dat a ikon nastříkaných sprejem přes šablonu v exteriérech v New Yorku, Švédsku, Kanadě, Anglii a Německu v 70. a 80. letech. Je klíčovou postavou umění Street art.